# Gmina Mielnik
Die Gmina Mielnik [ˈmʲɛlɲik] (litauisch Mielniko valsčius; belarussisch гміна Мельнік) ist eine Landgemeinde im Powiat Siemiatycki der Woiwodschaft Podlachien in Polen. Ihr Sitz ist das gleichnamige Dorf.

## Geographie
Die Gemeinde grenzt im Osten an Belarus. Wichtigstes Gewässer ist der Bug.

## Gliederung
Zur Landgemeinde Mielnik gehören folgende Dörfer mit einem Schulzenamt:
Homoty
Kudelicze
Maćkowicze
Mętna
Mielnik
Moszczona Królewska
Niemirów
Osłowo
Pawłowicze
Radziwiłłówka
Sutno
Tokary
Wajków
Wilanowo
Weitere Orte der Gemeinde sind:
Adamowo (osada)
Adamowo-Zastawa
Dębniak
Grabowiec
Końskie Góry
Koterka
Oksiutycze
Poręby
Prowały
Żołędne